# Xinsheng (socken i Kina, Sichuan, lat 30,85, long 105,60)
Xinsheng (kinesiska: 新胜乡, 新胜) är en socken i Kina. Den ligger i provinsen Sichuan, i den sydvästra delen av landet, omkring 150 kilometer öster om provinshuvudstaden Chengdu. Antalet invånare är 4 613. Befolkningen består av 2 199 kvinnor och 2 414 män. Barn under 15 år utgör 13,0 %, vuxna 15-64 år 70 %, och äldre över 65 år 15,0 %.
Genomsnittlig årsnederbörd är 1 339 millimeter. Den regnigaste månaden är juli, med i genomsnitt 269 mm nederbörd, och den torraste är december, med 7 mm nederbörd.